# José Clavet
José Manuel „Pepo“ Clavet González de Castejón (* 11. September 1965 in Madrid) ist ein ehemaliger spanischer Tennisspieler und heutiger -trainer.

## Persönliches
José Clavet ist der älteste von vier Brüdern. Sein Bruder Francisco Clavet (* 1968) ist ebenfalls Tennisspieler und kam unter die Top 20 der Welt. José Clavet ist mit der spanischen Tennisspielerin Virginia Ruano Pascual verheiratet.

## Karriere als Tennisspieler
Clavet spielte 1985 laut Angaben der ATP sein erstes Turnier auf der ATP Tour, als er in Marbella gegen Thierry Tulasne sein erstes Match gewann. Direkt im nächsten Jahr spielte er das einzige Mal bei einem Grand-Slam-Turnier, den French Open. Dort besiegte er nach erfolgreicher Qualifikation im Hauptfeld Glenn Layendecker und Thierry Van Den Daele, bevor ihn selbst Martín Jaite schlug. Auch im Doppel überstand er zumindest den Auftakt. Kurz darauf notierte er in beiden Wertungen auf seinem Karrierehoch: im Einzel an Position 178 und im Doppel auf Platz 119. Die meiste Zeit danach musste Clavet wieder bei Turnieren der ATP Challenger Tour an den Start gehen, wo er 1988 in Budapest sein erstes Halbfinale erreichte, was er 1989 in Montabaur wiederholte. Mit seinem anschließenden Turniersieg in Verona stand er nach drei Jahren wieder kurz vor dem Sprung unter die Top 200 im Einzel. Im Doppel bestritt er 1986 bereits sein einziges Halbfinale auf der ATP Tour in Athen sowie sein erstes Challenger-Endspiel in Santos 1988. Ebenfalls in Verona 1989 sowie ein Jahr später in Lins gewann Clavet seine einzigen Doppeltitel. In Porto 1990 und Segovia 1991 folgten weitere Challenger-Finalteilnahmen, die ihn zwischenzeitlich wieder unter die Top 150 brachten.
Ab 1992 spielte Clavet keine Turniere mehr im Einzel. Im Doppel reduzierte er seine Teilnahmen nur noch auf sporadische Turniere, die er meist mit dem Spieler spielte, den er trainiert, etwa bis 1999 Francisco Clavet. Sein letztes Turnier auf der ATP Tour spielte er 2008 in Warschau, als er mit 42 Jahren mit seinem Schüler Tommy Robredo als kurzfristiger Ersatzspieler in der ersten Runde verlor.

## Karriere als Tennistrainer
Clavets Trainingslaufbahn begann damit, dass er seinen Bruder Francisco begleitete. Von seinem eigenen Rücktritt an bis 1999 begleitete er ihn und spielte auch einige Partien mit ihm im Doppel. Darüber hinaus fungierte er für Álex Corretja, Tommy Robredo, Fernando Verdasco, Carlos Moyà, Carlos Costa, Sergi Bruguera, Juan Mónaco und Guillermo García López als Trainer, fast ausschließlich Spanier. Auch seine Frau sowie Gala León García trainierte er. In den 2010er-Jahren trainierte er zunächst Verdasco, dann García López, bevor er ab 2012 lange Zeit mit Feliciano López zusammenarbeitete. Während ihrer Kooperation hatte López seine erfolgreichste Zeit, obwohl er 2012 bereits über 30 war. Er gewann fünf seiner sieben Titel im Einzel sowie fünf der sechs Titel im Doppel – darunter einen Grand-Slam-Titel. 2019 beendete Clavet die Partnerschaft, um an der Rafa Nadal Academy als Trainer zu arbeiten. Dort kümmerte er sich zunächst um Jaume Munar.
2020 wurde er zudem Trainer des Russen Karen Chatschanow und damit erstmals von einem nicht spanischsprachigen Spieler.

## Erfolge
| Legende (Anzahl der Siege) |
| Grand Slam                 |
| ATP Finals                 |
| ATP Tour Masters 1000      |
| ATP Tour 500               |
| ATP Tour 250               |
| ATP Challenger Tour (3)    |

### Einzel

#### Turniersiege
| Nr. | Datum             | Turnier | Belag | Finalgegner       | Ergebnis |
| --- | ----------------- | ------- | ----- | ----------------- | -------- |
| 1.  | 3. September 1989 | Verona  | Sand  | José Luis Aparisi | 7:6, 7:6 |

### Doppel

#### Turniersiege
| Nr. | Datum             | Turnier | Belag | Partner           | Finalgegner                 | Ergebnis |
| --- | ----------------- | ------- | ----- | ----------------- | --------------------------- | -------- |
| 1.  | 2. September 1989 | Verona  | Sand  | Francisco Clavet  | Corrado Aprili Bruce Derlin | 7:5, 6:4 |
| 2.  | 4. August 1990    | Lins    | Sand  | José Luis Aparisi | Javier Frana Agustín Moreno | 7:6, 6:3 |